# David F. Emery
David Farnham Emery, född 1 september 1948 i Rockland i Maine, är en amerikansk politiker (republikan). Han var ledamot av USA:s representanthus 1975–1983.
År 1970 utexaminerades Emery från Worcester Polytechnic Institute i Massachusetts.
Emery efterträdde 1975 Peter Kyros som kongressledamot. I senatsvalet 1982 besegrades han av George J. Mitchell.